# Saro Cucinotta
Saro Cucinotta, né à Messine le 18 septembre 1830 et mort à Paris le 21 mai 1871, est un graveur italien.

## Biographie
Saro Cucinotta participe au émeutes de 1848 en Italie.
À Messine, il participe aux cours de gravure de Tommaso Aloisio Juvara et en 1850, il suit son maître à Naples à l'Académie des beaux-arts.
Vers la fin de 1866, il déménage à Paris où, pendant la Commune, il est fusillé le 21 mai 1871 et son corps disparaît. Ce fait reste mystérieux : il est difficile de savoir s'il participait activement à la révolte ou s'il était secouriste de la Croix-Rouge.

## Œuvres
- La Femme couchée, d'après Jules Lefebvre.
- La Femme au poignard.
- Mademoiselle Phryné.
- Arsène Houssaye.
- Théophile Gautier.
- Henri Regnault.
- Federico Ricci.

Il a réalisé plusieurs gravures pour illustrer Usi e costumi di Napoli e contorni descritti e dipinti.

Quelques gravures pour Usi e costumi di Napoli
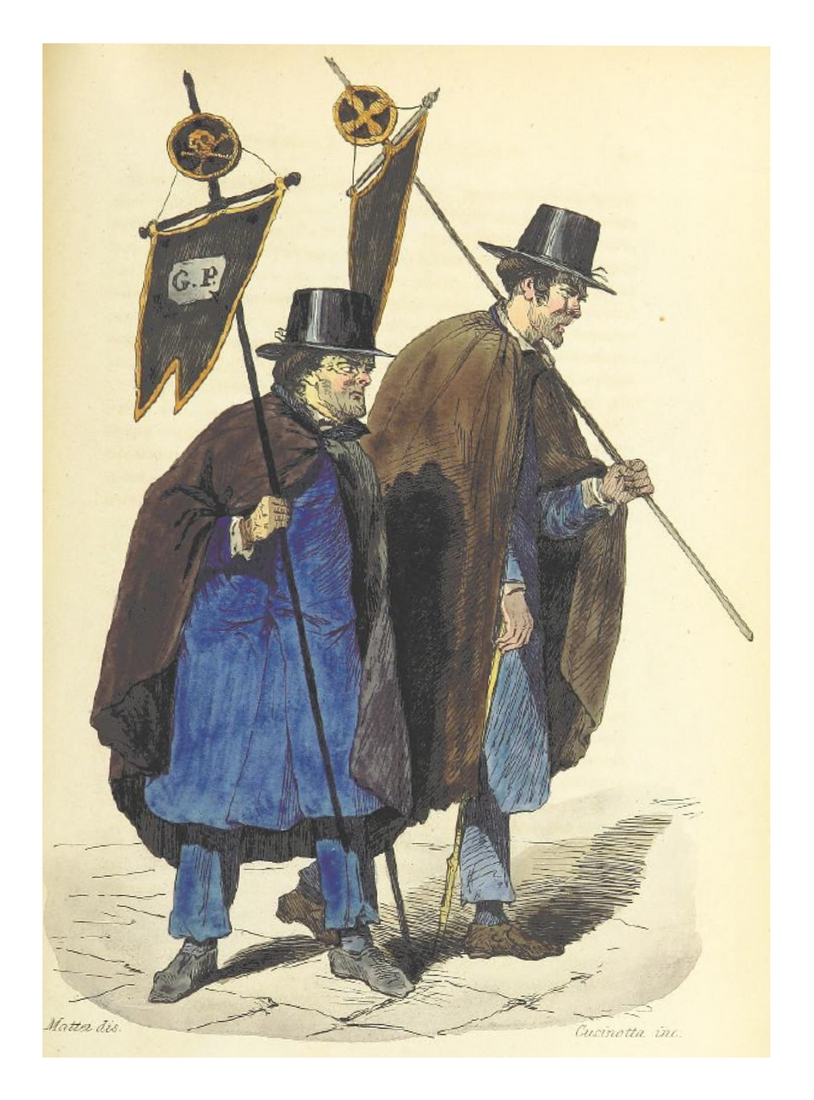
I poveri dell ospizio di S. Gennaro
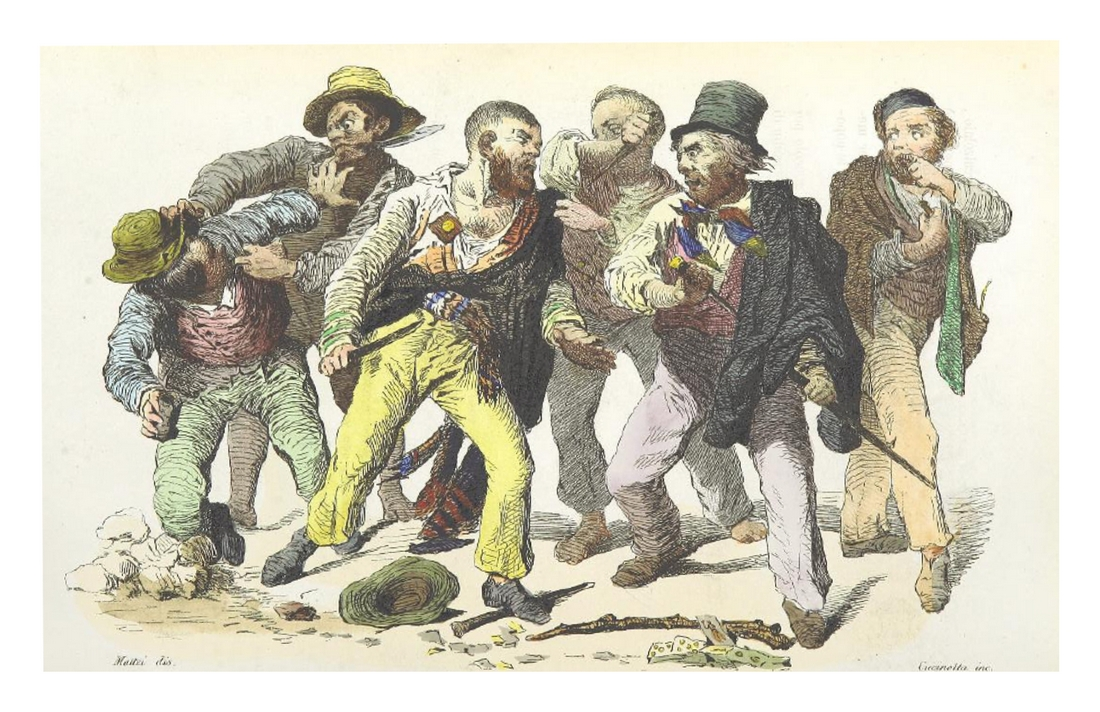
I Camorristi
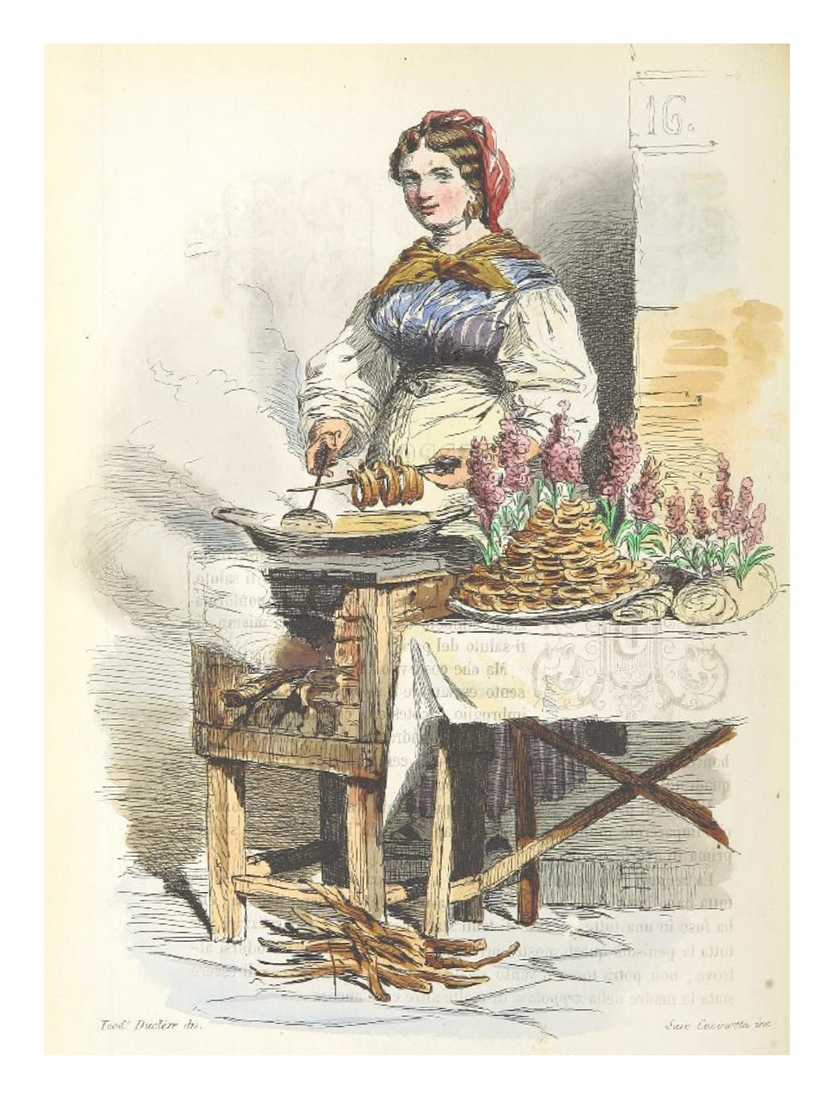
La friggitrice di Zeppole